# Procédure d'adhésion de l'Albanie à l'Union européenne
L'Albanie a déposé sa candidature d'adhésion à l'Union européenne le 28 avril 2009, un statut de candidat officiel n'a été recommandé qu'en octobre 2012, en raison d'une démocratie non stabilisée et du non-respect de 12 points que l'Union jugeait indispensables avant de reconnaître ce statut.

## Historique
Lors du Conseil européen des 19 et 20 juin 2000 de Santa Maria da Feira, le statut de candidat potentiel est reconnu à l'Albanie, ce qui est le prélude à un accord de stabilisation et d'association, entré en vigueur le 1er avril 2009, et à une possible adhésion.
Le 17 juillet 2013, l'ambassadeur de l'Union européenne en Albanie a déclaré que l'Albanie pourrait voir sa candidature reconnue en décembre 2013.
Le 4 juin 2014, la Commission européenne confirme la recommandation d'accorder le statut de candidat à l'UE à l'Albanie qu'elle avait proposé dans son rapport annuel en 2013. Le 24 juin 2014, le Conseil « Affaires générales » donne à son tour son accord le statut de candidat à l'UE à l'Albanie. Cette décision est approuvée le 27 juin par le Conseil européen à Bruxelles.
En 2024, les tensions entre la Macédoine du Nord et la Bulgarie se réactivent, sur fond de désaccords liés à des projets stratégiques en plus des contentieux d'ordre culturel, ce qui pousse les autorités européennes à suspendre l'avancée des négociations avec la Macédoine du Nord. Ce faisant, afin de ne pas pénaliser plus l'Albanie, les négociations d'adhésion avec cette dernière sont de fait découplées de celles de la Macédoine du Nord le 25 septembre 2024, ouvrant la voie à l'ouverture des premiers chapitres de négociation de l'Albanie le 15 octobre 2024, tandis que les négociations avec la Macédoine du Nord restent elles à l'arrêt,.

### Chronologie
| Date             | Évènement |
| ---------------- | --- |
| 1992             | Signature d'un accord de coopération et de commerce entre l'Union européenne et l'Albanie. |
| juin 2001        | La Commission recommande l'ouverture des négociations en vue d'un Accord de Stabilisation et d'Association avec l'Albanie. |
| 31 janvier 2003  | Début des négociations en vue de l'ASA. |
| 12 juin 2006     | L'ASA est signé à Luxembourg. |
| 9 novembre 2006  | La Commission décide de commencer des négociations avec l'Albanie en vue d'une facilitation des visas. |
| 13 avril 2007    | L'Accord pour la facilitation des visas est signé à Zagreb. |
| 1er janvier 2008 | L'Accord pour la facilitation des visas entre en vigueur. |
| 1er avril 2009   | L'ASA entre en vigueur. |
| 28 avril 2009    | L'Albanie dépose sa demande de candidature. |
| 16 novembre 2009 | Le Conseil demande à la Commission de préparer une évaluation de la préparation de l'Albanie à commencer des négociations d'adhésion. |
| 16 décembre 2009 | La Commission envoie au gouvernement albanais un questionnaire sur la préparation à l'adhésion du pays. |
| 14 avril 2010    | L'Albanie soumet ses réponses au questionnaire de la Commission. |
| 27 mai 2010      | La Commission propose la libéralisation des visas au sein de l'Espace Schengen pour les citoyens albanais. |
| 8 novembre 2010  | Le Conseil approuve la libéralisation des visas pour les citoyens albanais. |
| 15 décembre 2010 | La libéralisation des visas entre en vigueur. |
| 10 octobre 2012  | Dans son rapport annuel sur l'élargissement, la Commission recommande d'octroyer le statut de candidat à l'Albanie une fois certaines conditions remplies dans plusieurs domaines dont le déroulement démocratique et libre des élections législatives du 23 juin 2013. |
| 16 octobre 2013  | La Commission recommande, dans son rapport annuel, d'accorder le statut de candidat à l'Albanie compte tenu des progrès du pays et de la tenue d'élections libres et démocratiques. |
| 4 juin 2014      | La Commission confirme la recommandation d'accorder le statut de candidat à l'UE à l'Albanie, la décision doit être approuvée lors de la réunion des 28 États membres les 26 et 27 juin à Bruxelles. |
| 24 juin 2014     | Le Conseil accorde le statut de pays candidat à l'Albanie. |
| 27 juin 2014     | Reconnaissance par le Conseil européen du statut de candidate à l’adhésion de l’Albanie. |
| 17 avril 2018    | La Commission recommande, dans son rapport annuel, l'ouverture des négociations d'adhésion en reconnaissance des efforts accomplis et afin d’accélérer les réformes dans le pays. |
| 26 juin 2018     | Le Conseil de l'Union européenne décide de l'ouverture des négociations d'adhésion en juin 2019 si les réformes continuent. |
| 29 mai 2019      | La Commission européenne recommande l'ouverture des négociations d'adhésion avec l'Albanie et la Macédoine du Nord. |
| 24 mars 2020     | Les ministres des affaires étrangères des États membres de l'UE donnent leur feu vert pour l'ouverture des négociations d'adhésion de l'Albanie et de la Macédoine du Nord, |
| 18 juillet 2022  | Le Conseil européen approuve l'ouverture des négociations. |
| 24 novembre 2023 | Finalisation de l'examen analytique de l'alignement de l'Albanie sur les politiques de l'Union européenne. |
| 15 octobre 2024  | Deuxième conférence d'adhésion, ouverture du groupe de chapitres 1 « Fondamentaux », c'est-à-dire les chapitres 5 « Marchés publics », 18 « Statistiques », 23 « Appareil judiciaire et droits fondamentaux », 24 « Justice, liberté et sécurité » et 32 « Contrôle financier ». |
| 17 décembre 2024 | Troisième conférence d'adhésion, ouverture du groupe de chapitres 6 « Relations extérieures », c'est-à-dire les chapitres 30 « Relations extérieures » et 31 « Politique étrangère, de sécurité et de défense ». |
| 14 avril 2025    | Quatrième conférence d'adhésion, ouverture du groupe de chapitres 2 « Marché intérieur », c'est-à-dire les chapitres 1 « Libre circulation des biens », 2 « Libre circulation des travailleurs », 3 « Droit d’établissement et libre prestation de services », 4 « Libre circulation des capitaux », 6 « Droit des sociétés », 7 « Droits de propriété intellectuelle », 8 « Politique de la concurrence », 9 « Services financiers » et 28 « Protection des consommateurs et de la santé ». |
| 22 mai 2025      | Cinquième conférence d'adhésion, ouverture du groupe de chapitres 3 « Compétitivité et croissance inclusive », c'est-à-dire les chapitres 10 « Transformation numérique et médias », 16 « Fiscalité », 17 « Politique économique et monétaire », 19 « Politique sociale et emploi », 20 « Politique d'entreprise et politique industrielle », 25 « Science & Recherche », 26 « Éducation & Culture » et 29 « Union douanière ».                                                              |

## État des négociations

### Acquis communautaire
| Chapitres de l'acquis                                               | Évaluation initiale de la Commission    | Début de l'examen analytique | Fin de l'examen analytique | Ouverture du chapitre | Clôture du chapitre |
| ------------------------------------------------------------------- | --------------------------------------- | ---------------------------- | -------------------------- | --------------------- | ------------------- |
| 1. Libre circulation des biens                                      | Efforts considérables nécessaires       | 30 janvier 2023              | 9 mars 2023                | 14 avril 2025         | –                   |
| 2. Libre circulation des travailleurs                               | Efforts plus approfondis nécessaires    | 30 janvier 2023              | 9 mars 2023                | 14 avril 2025         | –                   |
| 3. Droit d’établissement et libre prestation de services            | Efforts plus approfondis nécessaires    | 17 janvier 2023              | 9 mars 2023                | 14 avril 2025         | –                   |
| 4. Libre circulation des capitaux                                   | Efforts plus approfondis nécessaires    | 7 octobre 2022               | 9 mars 2023                | 14 avril 2025         | –                   |
| 5. Marchés publics                                                  | Efforts plus approfondis nécessaires    | 15 septembre 2022            | 16 janvier 2023            | 15 octobre 2024       | –                   |
| 6. Droit des sociétés                                               | Efforts plus approfondis nécessaires    | 3 février 2023               | 9 mars 2023                | 14 avril 2025         | –                   |
| 7. Droits de propriété intellectuelle                               | Efforts considérables nécessaires       | 17 janvier 2023              | 9 mars 2023                | 14 avril 2025         | –                   |
| 8. Politique de la concurrence                                      | Efforts plus approfondis nécessaires    | 17 janvier 2023              | 9 mars 2023                | 14 avril 2025         | –                   |
| 9. Services financiers                                              | Efforts plus approfondis nécessaires    | 7 octobre 2022               | 9 mars 2023                | 14 avril 2025         | –                   |
| 10. Société de l'information et médias                              | Efforts considérables nécessaires       | 27 mars 2023                 | 15 juin 2023               | 22 mai 2025           | –                   |
| 11. Agriculture et développement rural                              | Efforts considérables nécessaires       | 17 juillet 2023              | 24 novembre 2023           | –                     | –                   |
| 12. Sécurité alimentaire, politique vétérinaire et phytosanitaire   | Efforts considérables nécessaires       | 17 juillet 2023              | 24 novembre 2023           | –                     | –                   |
| 13. Pêche                                                           | Efforts considérables nécessaires       | 17 juillet 2023              | 24 novembre 2023           | –                     | –                   |
| 14. Politique des transports                                        | Efforts considérables nécessaires       | 15 mars 2023                 | 29 septembre 2023          | –                     | –                   |
| 15. Énergie                                                         | Efforts plus approfondis nécessaires    | 26 mars 2019                 | 29 septembre 2023          | –                     | –                   |
| 16. Fiscalité                                                       | Aucune difficulté majeure attendue      | 31 mars 2023                 | 15 juin 2023               | 22 mai 2025           | –                   |
| 17. Politique économique et monétaire                               | Efforts plus approfondis nécessaires    | 13 juin 2023                 | 15 juin 2023               | 22 mai 2025           | –                   |
| 18. Statistiques                                                    | Efforts plus approfondis nécessaires    | 19 septembre 2022            | 16 janvier 2023            | 15 octobre 2024       | –                   |
| 19. Politique sociale et emploi                                     | Efforts considérables nécessaires       | 23 mai 2023                  | 15 juin 2023               | 22 mai 2025           | –                   |
| 20. Politique d'entreprise et politique industrielle                | Aucune difficulté majeure attendue      | 26 mai 2023                  | 15 juin 2023               | 22 mai 2025           | –                   |
| 21. Réseaux transeuropéens                                          | Efforts plus approfondis nécessaires    | 15 mars 2023                 | 29 septembre 2023          | –                     | –                   |
| 22. Politique régionale et coordination des instruments structurels | Efforts considérables nécessaires       | 17 juillet 2023              | 24 novembre 2023           | –                     | –                   |
| 23. Appareil judiciaire et droits fondamentaux                      | Efforts considérables nécessaires       | 27 septembre 2022            | 16 janvier 2023            | 15 octobre 2024       | –                   |
| 24. Justice, liberté et sécurité                                    | Efforts considérables nécessaires       | 27 septembre 2022            | 16 janvier 2023            | 15 octobre 2024       | –                   |
| 25. Science et recherche                                            | Aucune difficulté majeure attendue      | 28 avril 2023                | 15 juin 2023               | 22 mai 2025           | –                   |
| 26. Éducation et culture                                            | Aucune difficulté majeure attendue      | 27 avril 2023                | 15 juin 2023               | 22 mai 2025           | –                   |
| 27. Environnement                                                   | Totalement incompatible avec les acquis | 18 mars 2023                 | 29 septembre 2023          | –                     | –                   |
| 28. Protection des consommateurs et de la santé                     | Efforts plus approfondis nécessaires    | 17 février 2023              | 9 mars 2023                | 14 avril 2025         | –                   |
| 29. Union douanière                                                 | Aucune difficulté majeure attendue      | 20 octobre 2022              | 15 juin 2023               | 22 mai 2025           | –                   |
| 30. Relations extérieures                                           | Aucune difficulté majeure attendue      | 26 septembre 2023            | 17 novembre 2023           | 17 décembre 2024      | –                   |
| 31. Politique étrangère, de sécurité et de défense                  | Aucune difficulté majeure attendue      | 26 septembre 2023            | 17 novembre 2023           | 17 décembre 2024      | –                   |
| 32. Contrôle financier                                              | Efforts considérables nécessaires       | 9 décembre 2022              | 16 janvier 2023            | 15 octobre 2024       | –                   |
| 33. Dispositions financières et budgétaires                         | Aucune difficulté majeure attendue      | 17 juillet 2023              | 24 novembre 2023           | –                     | –                   |
| 34. Institutions                                                    | Rien à adopter                          | –                            | –                          | –                     | –                   |
| 35. Autres                                                          | Rien à adopter                          | –                            | –                          | –                     | –                   |
| Progression                                                         |                                         | 33 sur 33                    | 33 sur 33                  | 24 sur 33             | 0 sur 35            |